# ディズニー・フレンズ
『ディズニー・フレンズ』は、ディズニー・インタラクティブ・スタジオから2008年6月26日に発売されたニンテンドーDS用ソフト。

## 概要
"スティッチ"や"くまのプーさん"など、ディズニーの仲間たちとの冒険を楽しもう。会話やスキンシップを行って信頼を得るほど、遊びに行ける場所が増える。

## 登場人物
エイリアン
チュートリアルのキャラクター。
スティッチ
ドリー
クマのプーさん
シンバ

## 評価
ファミ通クロスレビューでは22点で入り。